# Жизнь евреев в Палестине
Жизнь евреев в Палестине — немой документальный фильм 1913 года режиссёра Ноя Соколовского, изображающий евреев и еврейские общины в Османской Палестине. Его производство финансировалось одесским обществом «Ха-Мизрах» в Российской империи и происходило во время двухмесячного визита российских кинематографистов в Палестину. Оператор-постановщик — Мейрон Осип Гроссман. Фильм дебютировал в 1913 году на 11-м Сионистском конгрессе в Базеле, Швейцария.

## Содержание
Многие из людей, показанных в документальном фильме, являются иммигрантами-ашкенази времён Второй алии, в том числе Меир Дизенгоф, основатель и первый мэр Тель-Авива, ветеран русско-японской войны и последующий основатель Британского еврейского легиона Первой мировой войны Иосиф Трумпельдор и Борис Шац, основатель Академии искусств и дизайна Бецалель, ведущий урок рисования.

## Производство
Соколовский был сторонником сионистского движения Теодора Герцля, и его фильм пропагандировал идею «Земля без народа для народа без земли» и был полезным средством мобилизации и поддержки сионистского дела. Фильм подвергся критике со стороны левых сионистов за то, что в нём не были показаны местные арабы.

## Критика
По словам Яакова Давидона, фильм был принят с «неописуемым энтузиазмом» и «слёзы счастья блестели в глазах еврейской публики, жаждущей освобождения». В Украине размер толпы, смотрящей фильм, вызвал беспокойство тайной полиции.

## Статус сохранности
Фильм был утерян вскоре после его создания, пока в 1997 году оригинал негатива не был найден во Франции в хранилище Национального центра кинематографии (CNC) архивариусом Эриком Ле Роем. Израильский киноисторик Яаков Гросс помог в идентификации фильма.
Во время показа на Лондонском международном кинофестивале в 1998 году Клайд Дживонс из Британского института кино сказал, что этот фильм стал «…одним из самых важных и захватывающих повторных открытий последнего времени… Его историческое значение, как антропологической капсулы времени, так и свидетельства о первой современной еврейской иммиграции на Ближний Восток, самоочевидно в каждой захватывающей повседневной сцене». По оценке Денниса Харви из Variety (2000 год), по стандартам того времени, «фотографии исключительны, с хорошо скомпонованным пейзажем, архитектурными видами, видами толпы со среднего и дальнего плана, а также с хорошим случайным использованием панорам с возвышенных точек, а также виды путешествий с поезда и лодки».